# Slag bij Ulm
De Slag bij Ulm was een onderdeel van de Derde Coalitieoorlog en werd uitgevochten bij de stad Ulm in Württemberg, Duitsland. De slag eindigde in een grootse overwinning van de Fransen.

## Voorspel
In 1805 vormden Groot-Brittannië, keizerrijk Oostenrijk, Zweden en keizerrijk Rusland de Derde Coalitie om het Franse Keizerrijk onder Napoleon omver te werpen. Toen Keurvorstendom Beieren kant koos voor Napoleon, begonnen de Oostenrijkers (72.000 man onder Karl Mack von Leiberich) al aan hun opmars. De andere coalitielegers waren echter nog niet zover; het Russische zat bijvoorbeeld nog in Polen.
Napoleon had 177.000 troepen van zijn Grande Armée klaarstaan in Boulogne-sur-Mer aan de Kanaalkust voor zijn invasie van Engeland. Deze troepenmacht stuurde hij op 27 augustus, nadat hij hoorde van de opmars van de Oostenrijkers naar het zuidoosten. Op 24 september stonden zij rond Ulm tegenover het Oostenrijkse leger, verspreid tussen Straatsburg en Weissenburg.

## De Slag
Op 7 oktober kreeg Mack von Leiberich het bericht dat Napoleon om zijn rechterflank heen probeerde te manoeuvreren en hem zo wilde afsnijden van de in aantocht zijnde Russen, die via Wenen kwamen. Mack draaide zijn leger met de Fransen mee, maar ook de Fransen gingen door met hun omtrekkende beweging.
In een poging om zich uit deze benauwde positie te bevrijden probeerde Mack de rivier de Donau bij Günzburg over te steken, en zo zijn flank beter in stelling tegenover de Fransen te brengen. Tijdens deze manoeuvre kwam deze flank echter in contact met het Zesde Korps van Frankrijk in de buurt van Elchingen (zie Slag bij Elchingen). De Oostenrijkers verloren 2.000 man en keerden terug naar Ulm. Op 16 oktober had Napoleon het hele Oostenrijkse leger omsingeld en drie dagen later gaf Mack zich over met 30.000 man, 18 generaals, 65 kanonnen en 40 vaandels. 20.000 man wist te ontkomen, 10.000 werden gedood en de rest werd gevangengenomen. Ongeveer 6.000 Fransen werden gedood of gewond.
De Slag bij Ulm wordt wel gezien als een van de beste voorbeelden van omtrekkende strategie in de militaire geschiedenis.